# Juniorvärldsmästerskapen i konstsim 1993
Juniorvärldsmästerskapen i konstsim 1993 arrangerades mellan den 27 och 30 augusti 1993 i Leeds i Storbritannien. Det var den tredje upplagan av juniorvärldsmästerskapen i konstsim.

## Resultat
| Gren | Guld | Guld   | Silver                                               | Silver | Brons                            | Brons  |
| Solo | Olga Brusnikina Ryssland | 174,60 | Kasia Kulesza Kanada                                 | 173,66 | Miho Takeda Japan                | 172,45 |
| Par  | Ryssland Olga Brusnikina Julija Pankratova | 173,11 | Kanada Kasia Kulesza Marie-Michèle Cloutier-Lévesque | 173,02 | Japan Miho Takeda Akiko Miyazaki | 171,36 |
| Lag  | Kanada Kasia Kulesza Lesley Wright Jacinthe Taillon Marie-Michèle Cloutier-Lévesque Ana Cukic Jennifer DeFoy Stephanie Bissonnette Estella Warren | 173,49 | Japan                                                | 171,51 | Ryssland                         | 169,95 |

## Medaljtabell
| Nr                  | Nation              | Guld | Silver | Brons | Totalt |
| ------------------- | ------------------- | ---- | ------ | ----- | ------ |
| 1                   | Ryssland (RUS)      | 2    | 0      | 1     | 3      |
| 2                   | Kanada (CAN)        | 1    | 2      | 0     | 3      |
| 3                   | Japan (JPN)         | 0    | 1      | 2     | 3      |
| Totalt (3 nationer) | Totalt (3 nationer) | 3    | 3      | 3     | 9      |

## Deltagande nationer
- Australien
- Belarus
- Brasilien
- Bulgarien
- Egypten
- Frankrike
- Italien
- Japan
- Kanada
- Kazakstan
- Kina
- Mexiko
- Nederländerna
- Nya Zeeland
- Polen
- Ryssland
- Schweiz
- Slovakien
- Spanien
- Storbritannien
- Sverige
- Sydafrika
- Tjeckien
- Tyskland
- Ukraina
- Ungern
- USA
- Österrike